# Adrasteia
Adrasteia (Adrastia, Adrastea, Adrestea, Adrasteea) era o nimfă care a fost rugată de Rhea să îi hrănească fiul, pe Zeus, în secret, într-o peșteră, pentru a-l proteja de tatăl lui, Cronos. Adrasteia și sora ei Ida, nimfa Muntelui Ida, care țineau la copilul Zeus, erau probabil fiice ale lui Melisseus. Surorile l-au hrănit cu laptele caprei Amaltheea.